# Georg Heinrich von Wallenrodt

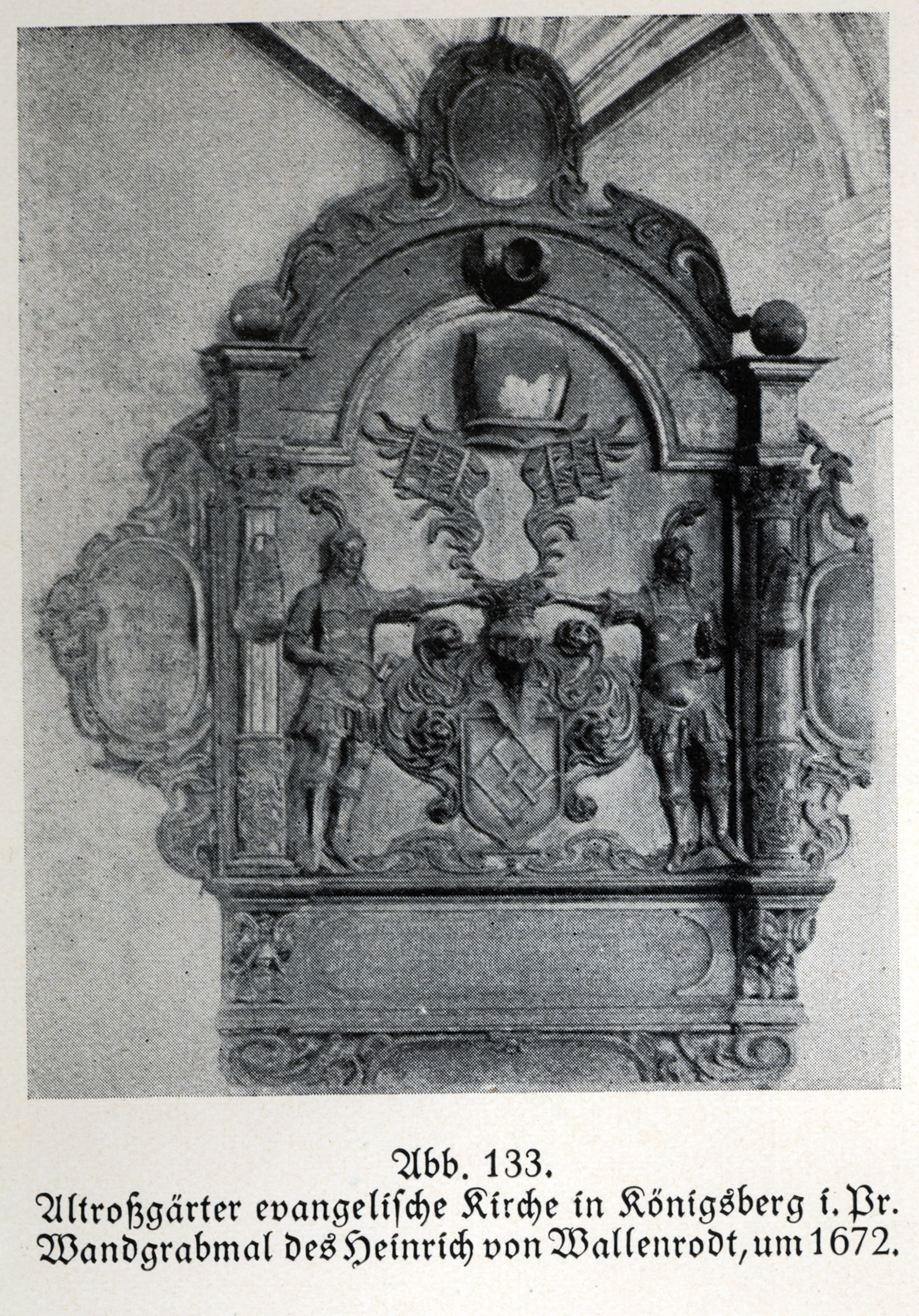
Wallenrodts Wandgrabmal in der Altroßgärter Kirche

Georg Heinrich von Wallenrodt (* 24. Juni 1620 im Herzogtum Preußen; † 12. Oktober 1659 in Grimmen, Pommern) war ein kurbrandenburger Regimentschef.

## Leben
Wallenrodts Eltern waren der Kanzler in Preußen Martin von Wallenrodt und seine Frau Maria geb. Freiin von Kitlitz.
Georg Heinrich lernte Sprachen und Wissenschaft und begab sich 1638 auf Kavalierstour. 1643 erhielt er von der Königin Anna von Österreich eine jährliche Pension von 4000 Talern, die er erhalten sollte, solange er in Frankreich blieb. Aber 1645 holte ihn König Władysław IV. Wasa an seinen Hof, um ihm die Stelle als Gouverneur des Prinzen zu geben. Der König befahl ihm, den polnischen Gesandten Grafen von Dönhof – Woiwode von Pomellen – zu begleiten. Als er 1647 nach Polen kam, erhielt er die Gouverneursstelle und dazu das Kommando über eine Kavallerie-Kompanie im Regiment des Grafen Johann von Dönhof. Der Prinz starb aber bald darauf und Wallenrodt trat in kurbrandenburgische Dienste. Er wurde 1649 Amtshauptmann von Neidenburg und Soldau. Als 1655 der Zweite Nordische Krieg ausbrach, warb er auf eigene Kosten fünf Schwadronen. Der Kurfürst gab ihm zusätzlich zwei Kompanien und gab ihm den Charakter eines  Oberstleutnants. 1656 kamen noch drei Schwadronen Kürassiere hinzu. Die Reiterei wurde zu einem Regiment erhoben und Wallenrodt zu dessen Obristen. So führte er das Regiment in die Schlacht bei Warschau (1656).
In Grimmen bat er 1659 den (Großen) Kurfürsten, Anna Beate von Goldstein (1645–1675), Tochter des Johann Arend von Goldstein heiraten zu dürfen. Er erhielt die Genehmigung und dazu die Anwartschaft auf eine Landratsstelle und die Amtshauptmannschaft von Tapiau. Er wurde schwer krank und starb mit 39 Jahren in Grimmen.